# Marcel Thil
Marcel Thil (Saint-Dizier, 25 maggio 1904 – 14 agosto 1968) è stato un pugile francese, campione d'Europa e del mondo dei pesi medi e campione d'Europa dei pesi mediomassimi, fu avversario degli italiani Leone Jacovacci, Mario Bosisio, Oddone Piazza e Clemente Meroni.
La International Boxing Hall of Fame lo ha riconosciuto fra i più grandi pugili di ogni tempo.

## Biografia

### La carriera
Professionista dal 1920. Fu costretto a farsi le ossa affrontando il temibile Leone Jacovacci che, il 28 ottobre 1926, a Nancy, lo batté una prima volta ai punti. Successivamente, il 28 ottobre 1927, a Roma, l'italiano lo costrinse all'abbandono alla decima ripresa. 

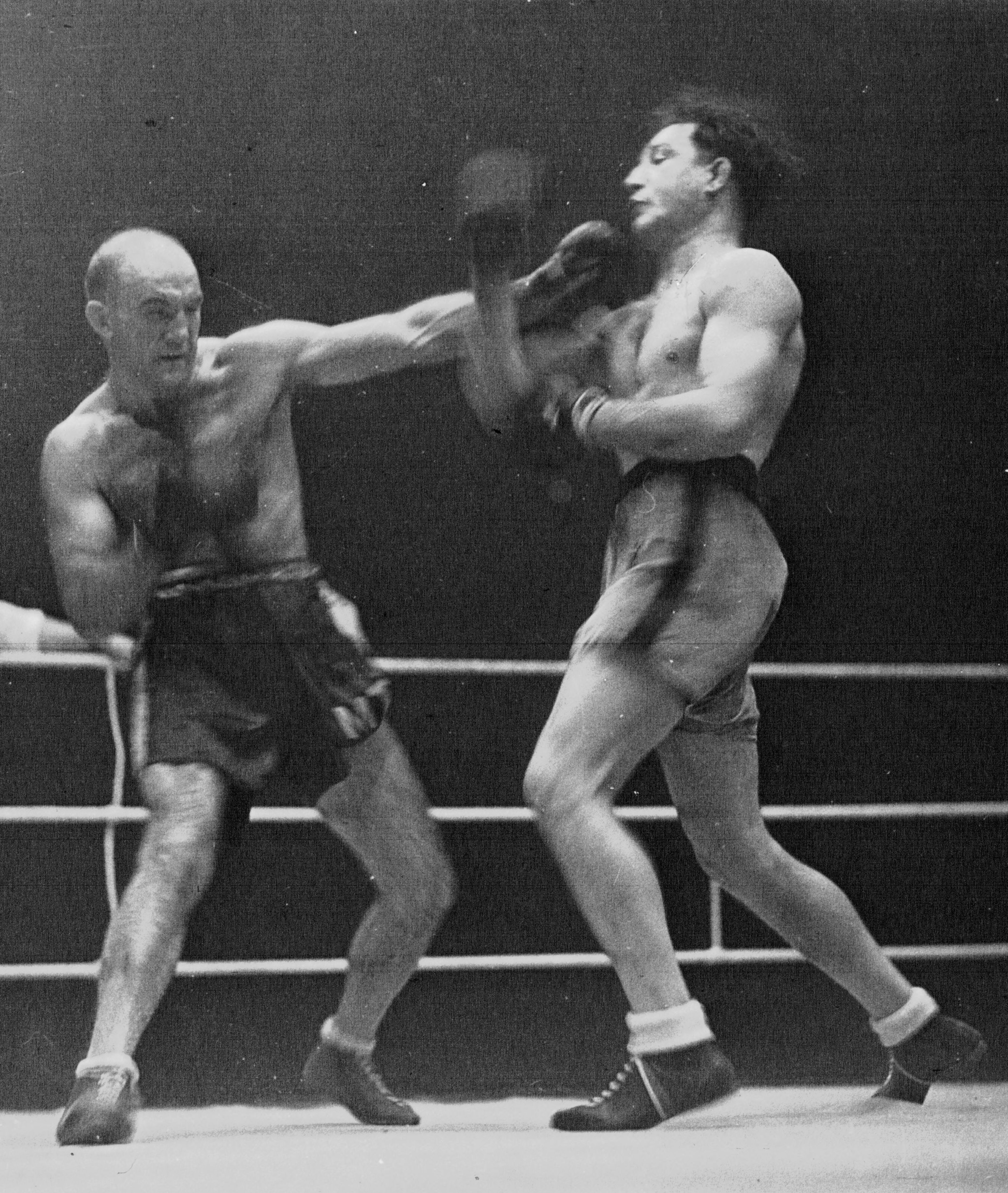
Marcel Thil contro Jack McAvoy per il titolo europeo dei mediomassimi

Il 27 marzo 1929, al terzo incontro tra i due, a Parigi, Thil si rifece strappando ai punti allo stesso Jacovacci la cintura continentale dei pesi medi . Il 23 novembre 1930, a Milano, fu costretto a cederla a Mario Bosisio ai punti in 15 riprese. 
Conquistò il titolo mondiale dei medi nel 1932 battendo il campione in carica Gorilla Jones. Il 27 giugno 1934, in un match non valido per il titolo, affrontò a Parigi l'italiano Oddone Piazza già sfidante di Jones per la cintura mondiale, battendolo ai punti in dodici riprese.
Difese vittoriosamente la cintura mondiale per ben dodici volte in cinque anni. Tra gli sfidanti, batté Len Harvey al White City Stadium di Londra, il cubano Kid Tunero (due volte), lo spagnolo Ignacio Ara (due volte), l'ex campione europeo dei pesi welter e dei pesi medi Gustave Roth, il tedesco Adolf Witt, superò due volte il connazionale Carmelo Candel (con un pari), il cecoslovacco Vilda Jacks e il canadese Lou Brouillard per ben due volte. Nel 1933, essendo passato più di un anno dalla sua ultima difesa della cintura, contro Harvey, fu dichiarato decaduto dalla NBA ma continuò a difendere vittoriosamente il titolo nella versione riconosciuta dall'IBU.

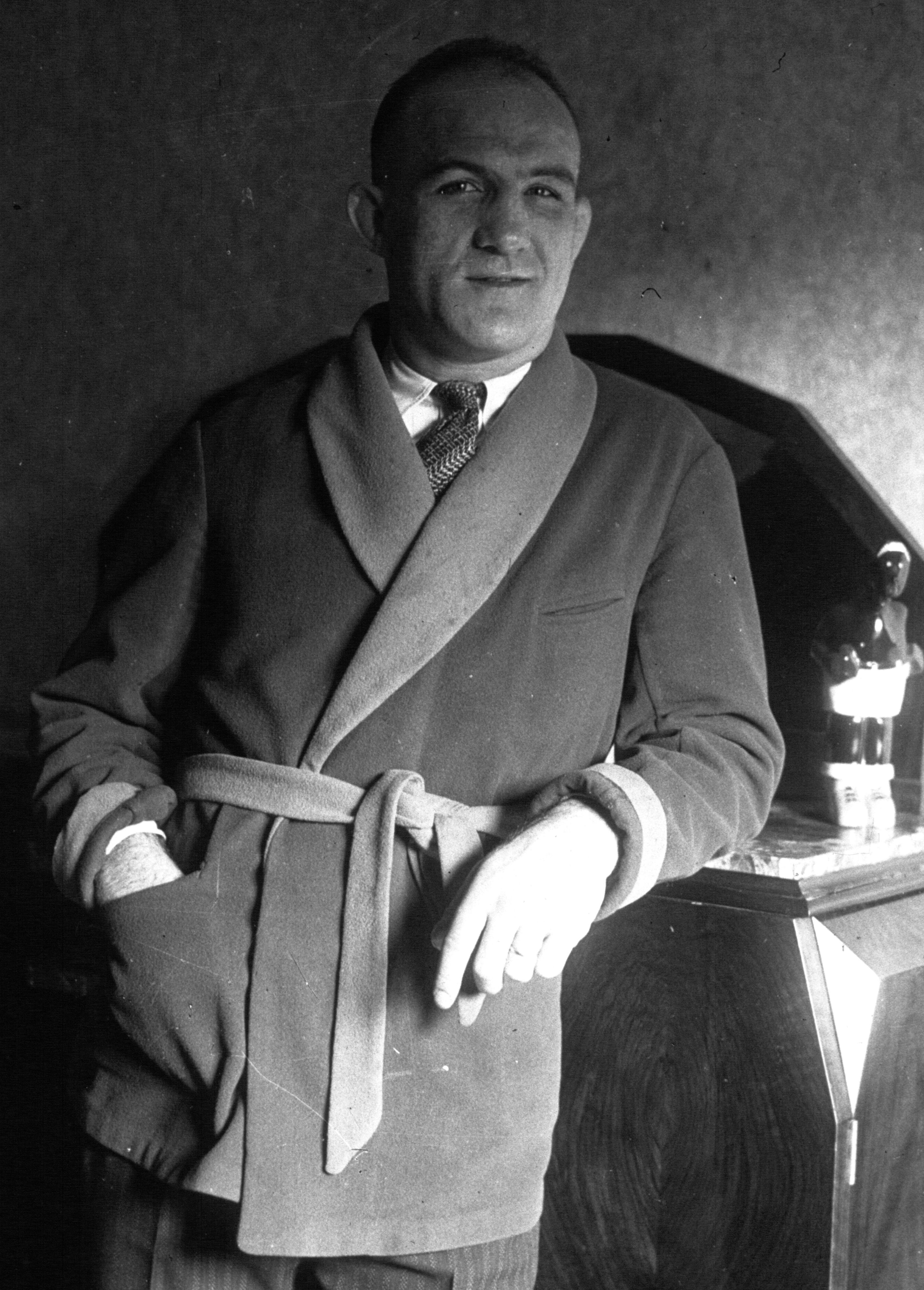
Marcel Thil dopo il ritiro.

Nel frattempo conquistò anche il titolo europeo dei pesi mediomassimi contro lo spagnolo Martinez de Alfara e lo difese vittoriosamente contro il britannico Jack McAvoy. Perse il titolo mondiale dei medi contro un altro grande, Fred Apostoli, che lo batté per KO al 10º round al Polo Grounds di New York il 23 settembre 1937. Fu il suo ultimo combattimento.

### Dopo il ritiro
Ritiratosi nel 1937, l'anno successivo iniziò a fare il rivenditore di carbone e di legna da ardere a Reims, per poi dedicarsi al commercio di champagne. 
Allo scoppio della seconda guerra mondiale Marcel Thil fu arruolato come semplice brigadiere in un'unità dell'esercito francese. Poi addestrò e guidò i dilettanti del Champagne Boxing Club di Reims. Dopo la guerra diresse e poi presiedette alcune società pugilistiche. Nel 1961 fu nominato cavaliere della Legion d'onore. 
Morì il 14 agosto 1968 in un incidente stradale.